# Wyskok (koszykówka)
Ten artykuł opisuje zagadnienie koszykarskie zgodne z normami FIBA.
Zasady w ligach NBA, NCAA lub innych mogą różnić się od tutaj przedstawionych.
Wyskok – pojęcie w koszykówce. Zawodnik w wyskoku to zawodnik znajdujący się w powietrzu (obie stopy oderwane od podłoża). Wyskok można wykonywać m.in. w celu wykonania rzutu, podania, złapania piłki.
Zawodnik w wyskoku ma prawo opaść na to samo miejsce, z którego wyskoczył oraz każde inne miejsce, które w momencie wyskoczenia (oraz droga do niego) nie było zajęte przez innych przeciwników. Jeżeli zawodnik wyskoczył i wylądował, lecz siła jego rozpędu spowodowała jego kontakt z przeciwnikiem, który zajął legalną pozycję obronną w pobliżu miejsca lądowania, to wówczas zawodnik skaczący jest odpowiedzialny za to zetknięcie.
Przesuwanie się pod zawodnika, który jest w wyskoku, powodujące kontakt, zazwyczaj uznawane jest za faul niesportowy, a w pewnych przypadkach może zostać uznane nawet za faul dyskwalifikujący.